# Dissocarpus biflorus
Dissocarpus biflorus là loài thực vật có hoa thuộc họ Dền. Loài này được (R.Br.) F.Muell. mô tả khoa học đầu tiên năm 1858.